# 미당초등학교
미당초등학교(美堂初等學校)는 대한민국 충청남도 청양군에 있었던 공립 초등학교이다.

## 학교 연혁
- 1955. 05. 20 신축 개교(3학급 편성)
- 1984. 03. 01 병설유치원 개원
- 1990. 12. 20 과학시설 시범 우수교 표창(교육감)
- 1991. 12. 31 창의적인 학교경영 우수교 표창패(교육감)
- 1994. 12. 17 독서지도심사 우수교 표창패(교육감)
- 1996. 03. 01 미당초등학교로 개명
- 1997. 10. 14 도지정 유아교육시범학교 운영보고
- 2002. 03. 01 교육계획 추진실적 우수교 표창패(교육감)
- 2003. 01. 17 안전사고 없는 학교 표창(교육감)
- 2006. 12. 01 과학 환경교육 우수교 표창(교육감)
- 2007. 10. 16 학교평가 우수교 표창(초등, 유치원)
- 2012. 12. 13 학생실용영어인증제 우수교 표창(교육감)
- 2012. 12. 26 융합형스마트학생동아리 우수교 표창(교육장)
- 2015. 02. 13 제57회 졸업식(총 2,556명)
- 2015. 03. 02 초등 3학급, 유치원 1학급 편성
- 2025. 02. 28 70년만에 폐교[1]

## 참고 자료
- 미당초등학교 - 한국교육학술정보원 학교알리미